# Anti-bilinguisme
L'anti-bilinguisme fait référence aux actions, à la culture ou à la politique opposée au bilinguisme et aux personnes bilingues.

## Définition
L'anti-bilinguisme se justifie par des arguments multiples. Culturel tout d'abord, du fait de la perception qu'ont les non-locuteurs de la langue concernée. Économique ensuite, du fait de la mise en place de programmes dédiés à chaque langue dans le milieu scolaire et culturel. Social enfin, en invoquant l'absence d'intégration des bilingues dans une culture dominée par une langue (risque de communautarisme). 

## Exemples
En Bretagne, l'anti-bilinguisme est surtout observable lors du refus d'ouvrir de nouvelles classes bilingues en école publique ainsi qu'en école privée[réf. nécessaire]. En Suisse et en Californie, des écoles bilingues n'ont pas pu être ouvertes pour des motifs sociaux, économiques et culturels.
Au Nouveau-Brunswick, l'anti-bilinguisme est souvent relevé en défaveur du français, notamment lors des élections ou lors d'actions menées par des associations pro-anglicisme, y compris l'Anglo Society of New Brunswick. Le retrait du français comme co-langue officielle de la province a déjà été demandé en 1985, et le sujet revient régulièrement.